# Kölsta-Hus
Kölsta-Hus var en trähusindustri i byn Kölsta i Köpings kommun som under 1920-, 1930- och 1940-talen var en av de större husproducenterna i landet med uppåt 150 anställda bara på fabriken i Kölsta.
1918 köptes gården Kölstakvarn med tillhörande sågverk, trävarufabrik och lanthandel av Per-August Gustafsson. Han startade företaget P. A. Gustafssons trävaruhandel. Några år senare avled Per-August och hans söner tog över gårdens verksamhet. Den ena sonen Egon fick driva handelsboden Kölsta-handel, som han drev till 1970-talet. Hans andra son Edvin fick ta över kvarnen och träindustrin.
Under 1920-talet när den övre medelklassen började intressera sig mer för friluftsliv och började bygga fritidshus och sportstugor började många snickerifabriker i landet att tillverka stugor i byggsats. Gustafssons i Kölsta lanserade Kölsta-stugan, en serie stugor byggda som timmerhus, fast timrade av grova plank med timmerutseende. Tidens ideal hade starka drag av nationalromantiken och stugorna efterliknade härbren och andra ålderdomliga timmerhus med fönsterluckor och en skorsten i dalastil.
På 1930-talet under namnet AB Kölsta-Hus hade produktionen i Kölsta utvecklats till att tillverka monteringsfärdiga hus. I huskataloger som företaget gav ut kan man se de olika hustyperna som man kunde välja på. Och precis som idag kunde de familjer som ville bygga sitt eget hus välja mellan olika typer och stilar. Tidens ideal var naturligtvis funkishusen men ett utbud av mer traditionella hustyper var varje hustillverkare tvungen att ha i sitt sortiment. I en av Kölsta-hus kataloger från 1930-talet är många av typhusen ritade av arkitekten Bengt Lindroos, att rita hus åt Kölsta-hus var ett av de första jobben han gjorde.
Kölsta-Hus gjorde sig mest känt i samband med andra världskriget då företaget tillverkade en speciell typ av monteringsfärdig militärbarack som gjorde succé tack vare sitt unika system av färdiga byggbitar som enkelt kunde monteras ihop. Barackerna såldes över hela landet och gick dessutom på export bland annat till USA. Efter Finska vinterkriget exporterades hundratals baracker till Finland där de användes som nödbostäder.
1946 gick Kölsta-Hus i konkurs.